# Massa (Rhone)
Die Massa ist ein sieben Kilometer langer Fluss im Schweizer Kanton Wallis, der vor allem aus dem Schmelzwasser des Aletschgletschers gespeist wird. Die Massa mündet, nach der Massaschlucht und einer Nutzung im Wasserkraftwerk Gibidum, zwischen Mörel und Brig in die Rhone.